# Megaplátanos (ort i Grekland, Mellersta Makedonien)
Megaplátanos (Megaplatanos) är en ort i Grekland.   Den ligger i prefekturen Nomós Péllis och regionen Mellersta Makedonien, i den norra delen av landet, 400 km norr om huvudstaden Aten. Megaplátanos ligger 212 meter över havet och antalet invånare är 378.
Terrängen runt Megaplátanos är varierad.Runt Megaplátanos är det ganska tätbefolkat, med 75 invånare per kvadratkilometer. Närmaste större samhälle är Édessa, 16,6 km söder om Megaplátanos. Omgivningarna runt Megaplátanos är en mosaik av jordbruksmark och naturlig växtlighet.